# Yoo Teo

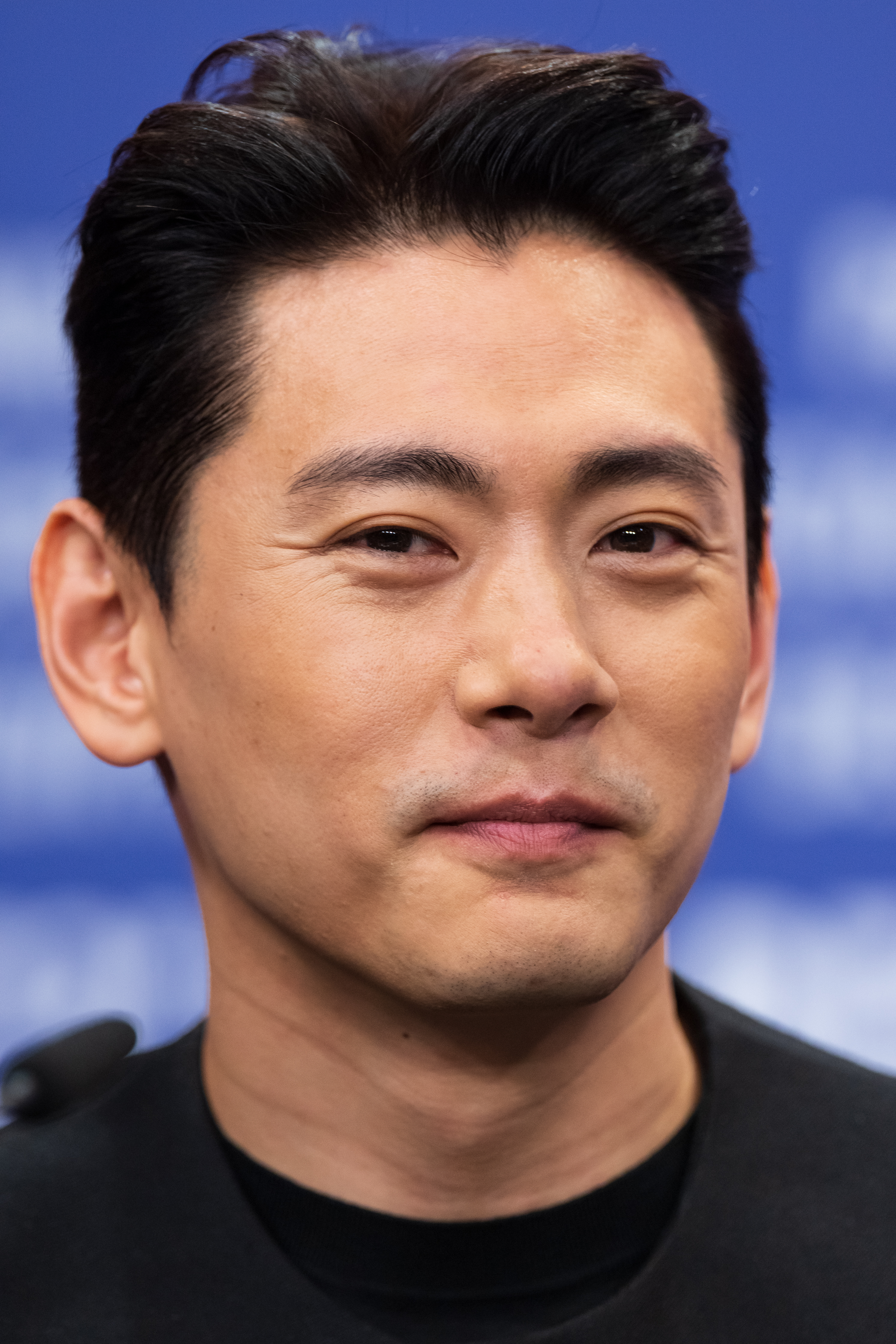
Yoo Teo (2023)

Yoo Teo (* 11. April 1981 in Köln, Deutschland) ist ein deutsch-südkoreanischer Schauspieler.

## Leben
Yoo Teo, auch bekannt unter der westlichen Namensreihenfolge Teo Yoo, wurde am 11. April 1981 als Sohn südkoreanischer Gastarbeiter in Köln geboren. Er war in seiner Jugend leidenschaftlicher Basketballspieler, gab es nach einer Verletzung allerdings auf und fokussierte sich auf die Schauspielerei. Dazu ging er an das Lee Strasberg Theatre and Film Institute in New York. Yoo spricht fließend Englisch, Deutsch und Koreanisch. Er spielte in Produktionen verschiedener Länder mit. Zu Beginn seiner Karriere hatte er mehrere Nebenrollen in südkoreanischen Filmen, darunter in One on One (2014) von Kim Ki-duk.
2015 spielte er eine der Hauptrollen in der amerikanischen Produktion Seoul Searching des koreanisch-amerikanischen Regisseurs Benson Lee. Der Film handelt von jungen Koreanern, die im Ausland aufwuchsen und ihr koreanisches Erbe kennenlernen wollen. Yoo spielt darin den Hamburger Klaus Kim. Weiterhin spielte er in dem Science-Fiction-Film Equals, dem vietnamesischen Film Bitcoin Heist (2016) und dem thailändischen Film Ruk Kong Rao (2017) mit.
2018 spielte er die Hauptrolle des sowjetischen Rockmusikers Wiktor Zoi, Sohn eines Koreaners und einer Russin, in Kirill Serebrennikows Leto, der ihn in den Wettbewerb der Internationalen Filmfestspiele von Cannes führte. Yoo spricht kein Russisch und hat für die Rolle die russischen Texte phonetisch auswendig gelernt.
Yoo sagte, er sieht sich selbst als Koreaner und wollte immer schon in südkoreanischen Filmen mitspielen, sein Koreanisch war allerdings lange Zeit nicht fließend. 2019 spielt er die Hauptrolle in dem Film Vertigo an der Seite von Chun Woo-hee.
Im Sommer 2024 wurde Yoo Teo Mitglied der Academy of Motion Picture Arts and Sciences.
2006 heiratete er die Fotografin Nikki S. Lee.

## Filmografie

### Filme
- 2006: Zwei Tage Zwei Nächte (Day Night Day Night)
- 2009: The Actresses (여배우들)
- 2012: Love Fiction (러브픽션)
- 2012: Codename: Jackal (자칼이 온다)
- 2014: One on One (일대일)
- 2015: You Call It Passion (열정 같은 소리 하고 있네)
- 2015: Seoul Searching
- 2015: Equals – Euch gehört die Zukunft
- 2016: Bitcoin Heist
- 2017: Ruk Kong Rao
- 2018: Leto
- 2019: Vertigo (버티고)
- 2019: Black Money
- 2020: Pawn (담보 Dambo)
- 2021: New Year Blues
- 2021: Log in Belgium (Drehbuch, Regie, Schnitt)
- 2022: Die Frau im Nebel (Decision to Leave)
- 2023: Past Lives – In einem anderen Leben (Past Lives)

### Fernsehserien
- 2019: Arthdal Chronicles (아스달 연대기 Arthdal Yeondaegi)
- 2019: Vagabond (배가본드)
- 2020: The School Nurse Files (보건교사 안은영 Bogeongyosa Aneunyeong)
- 2020: Money Game
- 2021: Dr. Brain
- 2023: Love to Hate You (연애대전 Yeonaedaejeon)
- 2025: The Recruit